# Neustädter Theater

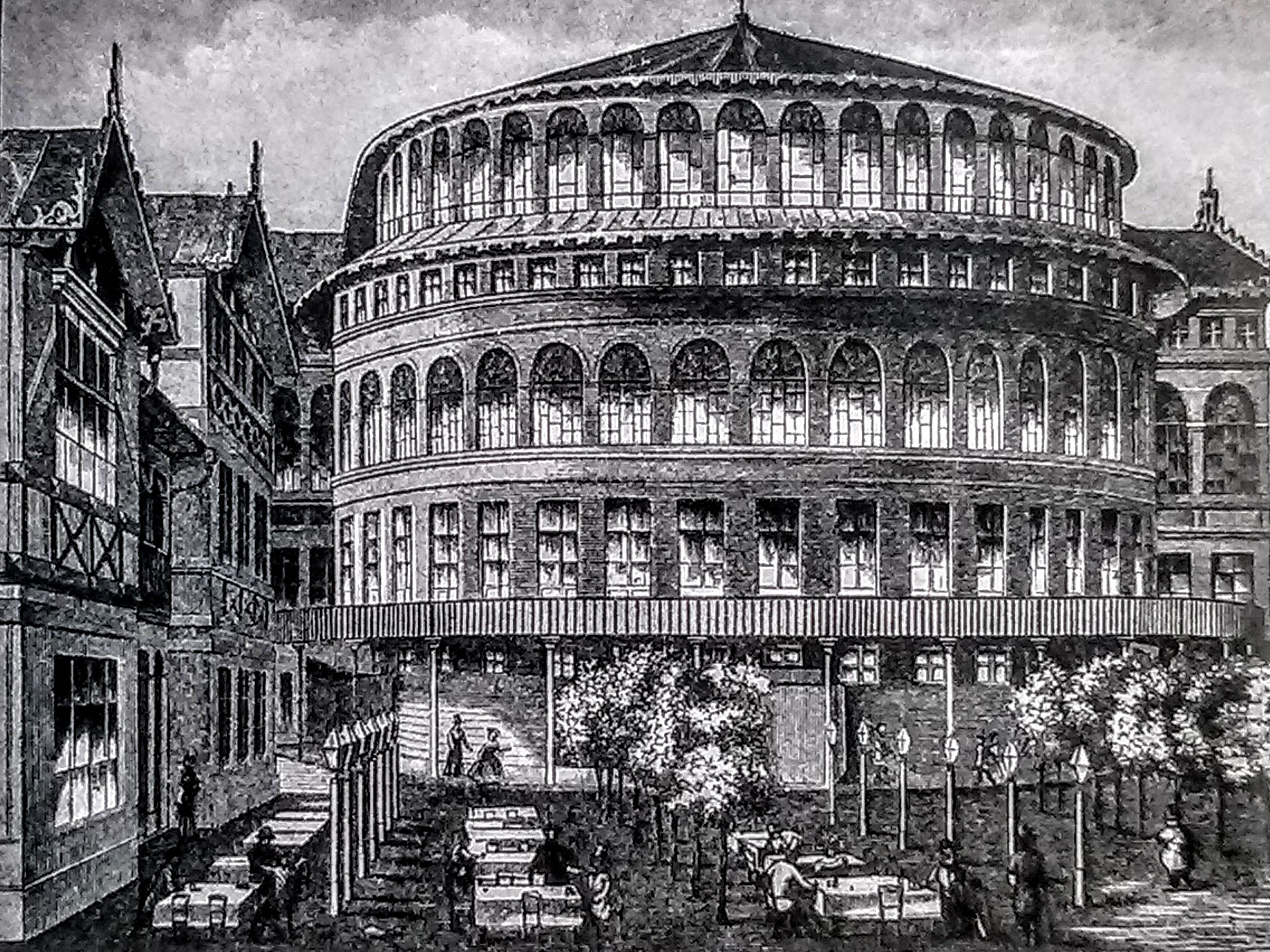
Neustädter Theater Prag (1885)

Das Neustädter oder Neustädtische Theater (tschechisch Novoměstské divadlo) war ein großes Holztheater in Prag, in dem im 19. Jahrhundert tschechische Theaterstücke und Opern aufgeführt wurden. Es befand sich ungefähr an der Stelle des heutigen Smetana-Theaters, in der Nähe des Hauptbahnhofs.

## Geschichte
Das Theater wurde von 1858 bis 1859 vom Architekten Josef Niklas erbaut und am 24. April 1859 eröffnet. Es bot angeblich Platz für bis zu 3000 Zuschauer und wurde ausschließlich für Aufführungen tschechischer Theaterstücke genutzt. Seine Bedeutung nahm nach der Eröffnung des Provisorischen Theaters im Jahr 1862 etwas ab, das allerdings nur über die Hälfte der Kapazität des Neustädtischen Theaters verfügte. Doch nach der Wiedereröffnung des Nationaltheaters im Jahr 1883 wurde das heruntergekommene Gebäude abgerissen, um Platz für das Neue Deutsche Theater zu machen, das später in Smetana-Theater umbenannt wurde.

## Uraufführungen (Auswahl)
Am 16. Mai 1868 wurde dort Bedřich Smetanas Oper Dalibor, unter der Leitung des Komponisten, uraufgeführt.